# Erucastrum varium
Erucastrum varium är en korsblommig växtart som först beskrevs av Michel Charles Durieu de Maisonneuve, och fick sitt nu gällande namn av Michel Charles Durieu de Maisonneuve. Erucastrum varium ingår i släktet kålsenaper, och familjen korsblommiga växter.

## Underarter
Arten delas in i följande underarter:
- E. v. barbei
- E. v. mesatlanticum
- E. v. subsiifolium
- E. v. varium